# Капелюх Микола Кононович
Микола Кононович Капелю́х (нар. 1 січня 1936, Степ — пом. 3 квітня 2008, Хмельницький) — український майстер художнього оброблення дерева і металу; член Спілки художників України з 1993 року. Заслужений майстер народної творчості України з 1999 року.

## Біографія
Народився 1 січня 1936 року в селі Степу (нині Шепетівський район Хмельницької області, Україна). 1971 року закінчив Львівський державний інститут декоративно-прикладного мистецтва за спеціальністю «Художня обробка дерева» (педагоги: Михайло Курилич, Іван Якунін).
Після здобуття освіти працював у Хмельницьких художньо-виробничих майстернях, з 1988 року на творчій роботі. Жив у місті Хмельницькому, в будинку на вулиці Гоголя № 59, квартира 6. Помер у Хмельницькому 3 квітня 2008 року.

## Творчість
Працював у галузі декоративно-ужиткового мистецтва (художня обробка дерева); у подільських народних традиціях створював макітри, цебрики, хлібниці («Чумацький віз», 1993), декоративні тарелі та сувеніри. Реконструював: фаетон «Блакитний» (1986),  карету «Двомісну» (1988), коляску «Літню» (1988).
Брав участь у мистецьких виставках з 1980 року. Персональна виставка пройшла у Хмельницькому у 1998 році. 